# Michael Ben David
Michael Ben David (Ascalão, Israel, 26 de julho de 1996) é um cantor israelita que vai representar Israel no Festival Eurovisão da Canção 2022 com seu single "I. M".